# Kanton Coulonges-sur-l’Autize
Der Kanton Coulonges-sur-l’Autize war bis 2015 ein französischer Wahlkreis im Arrondissement Niort, im Département Deux-Sèvres und in der Region Poitou-Charentes; sein Hauptort war Coulonges-sur-l’Autize. Vertreter im Generalrat des Départements war zuletzt von 2004 bis 2015 Christian Bonnet (DVD).
Der 14 Gemeinden umfassende Kanton war 261,19 km² groß und hatte 9829 Einwohner (Stand: 1999). 

## Gemeinden
| Gemeinde                | Einwohner Jahr | Fläche km² | Bevölkerungsdichte | Code INSEE | Postleitzahl |
| ----------------------- | -------------- | ---------- | ------------------ | ---------- | ------------ |
| Ardin                   | 1.254 (2013)   | 29,59      | 42 Einw./km²       | 79012      | 79160        |
| Béceleuf                | 739 (2013)     | 19,04      | 39 Einw./km²       | 79032      | 79160        |
| Le Beugnon              | 302 (2013)     | 16,3       | 19 Einw./km²       | 79035      | 79130        |
| Le Busseau              | 757 (2013)     | 27,65      | 27 Einw./km²       | 79059      | 79240        |
| La Chapelle-Thireuil    | 435 (2013)     | 17,12      | 25 Einw./km²       | 79077      | 79160        |
| Coulonges-sur-l’Autize  | 2.374 (2013)   | 18,87      | 126 Einw./km²      | 79101      | 79160        |
| Faye-sur-Ardin          | 623 (2013)     | 15,03      | 41 Einw./km²       | 79117      | 79160        |
| Fenioux                 | 663 (2013)     | 33,65      | 20 Einw./km²       | 79119      | 79160        |
| Puihardy                | 65 (2013)      | 1,18       | 55 Einw./km²       | 79223      | 79160        |
| Saint-Laurs             | 547 (2013)     | 8,14       | 67 Einw./km²       | 79263      | 79160        |
| Saint-Maixent-de-Beugné | 372 (2013)     | 11,02      | 34 Einw./km²       | 79269      | 79160        |
| Saint-Pompain           | 976 (2013)     | 24,28      | 40 Einw./km²       | 79290      | 79160        |
| Scillé                  | 384 (2013)     | 11,43      | 34 Einw./km²       | 79309      | 79240        |
| Villiers-en-Plaine      | 1.754 (2013)   | 27,89      | 63 Einw./km²       | 79351      | 79160        |